# جام ترکمنستان
جام ترکمنستان جام حذفی فوتبال کشور ترکمنستان است. این رقابت‌ها در سال ۱۹۹۳ میلادی تاسیس شده است.